# Maria Paula Münster
Maria Paula Münster (weitere Namen: Schwester Paula Maria Münster; Schwester M. Paula; Schw. M. Paula; Schwester Maria Paula; M. Paula; Maria Paula; Schwester Maria; Schwester Paula; Charitas vom Kindlein Jesu; Maria Münster; Maria Paula Münster; Paula Münster), * 2. Februar 1865 in Düsseldorf; † 3. März 1952 Insel Nonnenwerth war eine Ordensfrau der Franziskanerinnen von der Buße und der christlichen Liebe Nonnenwerth, Kinder- und Jugend-/Schriftstellerin, Chronistin.

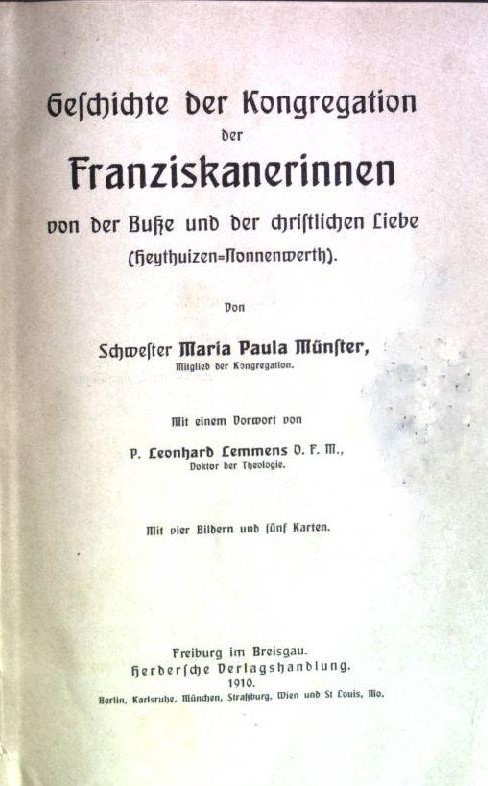
Geschichte der Kongregation der Franziskanerinnen von der Buße und christlichen Liebe

## Leben und Wirken
Geboren wurde sie als Maria Elisabeth Münster. Ihr Vater, Andreas Münster, war Notar, die Mutter Anna Münster, geb. Müller, war für den Haushalt und die Erziehung der sechs Kinder zuständig. Nach Abschluss der Volksschule besuchte die begabte Schülerin das Lyzeum (mit Pensionat) der Franziskanerinnen auf der Rheininsel Nonnenwerth. Anschließend absolvierte sie nach dem Lyzeumsabschluss eine Ausbildung zur Lehrerin. Das Examen legte Münster am 27. Oktober 1883 vor der Königlichen Prüfungskommission für Lehrerinnen in Koblenz ab. Am 8. Dezember 1887 trat die junge Lehrerin als Postulantin in die Gemeinschaft der Franziskanerinnen von der Buße und der christlichen Liebe im Mutterhaus in Heythuysen (Niederlande) ein und wurde ca. drei Monate später ins Noviziat aufgenommen. Sie erhielt den Ordensnamen Schwester Maria Paula. Zwei Jahre später, am 8. Mai 1890, legte sie die ewigen Gelübde ab. Innerhalb der Ordensgemeinschaft war sie zunächst für ein Jahr (September 1888 bis September 1889) als Musiklehrerin im deutschen Pensionat in Marienwerth tätig, gefolgt von einem mehrmonatigen Arbeitseinsatz im Pensionat in Heythusen. Im Mai 1890 wurde Schwester Maria Paula nach Nonnenwerth versetzt, wo sie wenige Monate als Musiklehrerin tätig war. Ein zunehmendes Gehörleiden zwang sie, diese Tätigkeit aufzugeben. Im Auftrag des Ordens durfte sie sich ganz der schon vorher begonnenen Schriftstellerei widmen.
Am 6. Mai 1950 feierte „Schwester Maria Paula Münster, die Inselschriftstellerin,… diamantenes Ordensjubiläum in geistiger und körperlicher Frische. Die Pensionärinnen bereiteten ihr einen sinnigen Festakt, in dem manche im Namen ihrer Mütter, Großmütter, ja sogar Urgroßmütter, die als frühere Zöglinge von Nonnen-werth alle Schw. Paula kannten, gratulierten“ (Franziskanerinnen von Nonnenwert [1954], S. 56). Die Klosterfrau hat am 3. März 1952 für immer diese Erde verlassen. Sie wurde wenige Tage später, unter Anteilnahme „vieler alter ‚Inselkinder‘“ (ebd., S. 57), auf dem Schwesternfriedhof der Insel Nonnenwerth bestattet.

## Werke (Auswahl)
- Für die lieben Kleinen. Gedichte, Plaudereien und dramatische Szenen für Kindergärten. I. Bändchen: Gedichte und Plaudereien. Regensburg [1896a]
- Für die lieben Kleinen. Gedichte, Plaudereien und dramatische Szenen für Kindergärten. II. Bändchen: Kleine dramatische Scenen und Spielchen. Regensburg [1896b]
- Mit Ihm im Herzen und andere Erzählungen für Kommunikanten. Regensburg [1900]
- Leben des heiligen Antonius von Padua. Regensburg: [1900]
- Weihnachtsgruss für fromme Kinder. Besonders für die lieben Kommunionkinder. Regensburg [1902]
- Maiglöckchen und Flieder. Erzählungen für junge Mädchen. Regensburg [1904]
- Wald-Chronik: Märchen und Bilder aus dem Waldleben. Regensburg [1906]
- O du wunderselige Weihnachtszeit! Tante Lisbeths Weihnachtsbuch für kleine und große Kinder. Regensburg [1906]
- Märzveilchen. Geschichten, Märchen und Plaudereien für liebe Kinder: Regensburg [1908]
- Kindlein, liebet die Liebe! Eucharistische Erzählungen für Kinder. Warendorf i. W. [1915]
- Aus der goldenen Kinderzeit. Tante Lisbeths Erzählungen und Plaudereien. Regensburg [1915]
- Die kleine Pilgerin. Weihnachtsstückchen in zwei Akten für Kinder. München [1915]
- Weihnachtsglocken und andere Erzählungen. Geschichten für Kinder und ihre Freunde. Köln 1915
- Geschichte der Insel Nonnenwerth. Regensburg 1904
- Betrachtungen für die monatlichen Exerzitien der Ordensfrauen. Mit einer Gewissenserforschung. Regensburg [1904]
- Gelegenheitsgedichte (mit einem Anhang von Liedern) für religiöse Genossenschaften. Zum Gebrauche für: Namenstag, Jubiläum, Einführung oder Begrüßung etc. Regensburg[1905]
- Mutter Angela geborene Auguste von Cordier. Leben und Briefe. Regensburg [1907]
- Marcia. Erzählung aus dem 4. Jahrhundert nach Christus. Saarlouis [1910]
- Die Missionen der Franziskanerinnen von der Buße und christlichen Liebe. Trier 1911
- Freuet euch im Herrn. Ein Buch der Freude und Erhebung für religiöse Genossenschaften. Kevelaer [1926]
- Klösterliches Frauenleben nach der Drittordensregel des hl. Franziskus mit besonderer Berücksichtigung der Franziskanerinnen-Genossenschaft Nonnenwerth (Heythuizen). Düsseldorf 1929
- Ein Kind der Heide. Mutter Magdalena Daemen, Stifterin der Genossenschaft der Franziskanerinnen von Heythuizen-Nonnenwerth, Regensburg [1933]
- Mutter Aloysia Lenders die vierte Generaloberin der Schwestern des heiligen Franziskus von der Buße und christlichen Liebe. Heythuizen-Nonnenwerth. Regensburg: J. Habbel [1938]